# Retrokatalogisierung
Die Retrokatalogisierung („retrospektive Katalogisierung“) ist ein Arbeitsvorgang in Bibliotheken. 
Dabei werden ältere Medien (Altbestand), die zwar in älteren, nicht mehr gebräuchlichen Katalogen (etwa Zettelkatalogen), aber noch nicht in den neueren Bibliothekskatalogen (meist OPACs) verzeichnet sind, in diesen eingetragen (Altbestandserfassung). 
Im Gegensatz zur Retrokonversion werden die Katalogisate älterer Katalogarten dabei nicht übernommen, sondern jede Medieneinheit wird mittels Autopsie für den aktuellen Katalog neu katalogisiert.